# 小林あや
小林 あや（こばやし あや、1976年10月2日 - ）は、株式会社フィスコに所属していた日本のアナリスト、ニチエンプロダクションに所属していた日本の元フリーアナウンサー。

## 経歴
和歌山県和歌山市出身。和歌山県立向陽高等学校、大阪外語専門学校、早稲田大学卒業。
関西国際空港にインフォメーションスタッフとして3年勤務した後、放送業界へ転身。2000年4月から2年間NHK徳島放送局の契約キャスターを務めた。
その後は一旦放送業界から離れ、2003年10月から3年間野村證券に勤務した。そして退社後に放送業界へ戻り、2007年3月から3年半にわたって日経CNBCの番組キャスターを務めた。
日経CNBCとの契約の終了後、2010年12月に石川県金沢市へ転居する。生活していたのは2011年6月までの半年間だけであったが、その間にテレビ金沢から受けた出演応援依頼により、同年2月から5月まで同局土曜・日曜のニュースキャスターを務めた。
2014年8月にフィスコに入社し、アナリストとしての活動を開始。2015年12月に退社するまでの間、情報配信部で新興市場・IPO → 企業調査レポートを担当した。証券外務員（一種・二種）、内部管理責任者、AFP（ファイナンシャル・プランナー）の資格を有する。

## 担当番組
- 情報交差点！とくしま（NHK徳島放送局） - キャスター[5]
- 中国株式FLASH!（日経CNBC） - キャスター
- 東証一部全銘柄解説コーナー（日経CNBC） - キャスター
- 先物ワールド＆デリバティブマーケット（日経CNBC） - キャスター
- E morning（テレビ東京） - 東証アローズ中継リポーター
- NEWS FINE（テレビ東京） - 東証アローズ中継リポーター